# ReFS
ReFS (Resilient File System)
je v informatice název souborového systému od firmy Microsoft, který byl představen ve Windows Server 2012 jako možný nástupce NTFS. Kódový název ReFS je „Protogon“.

## Výkon a srovnání s konkurencí
Ve většině testů byl ReFS o něco málo rychlejší, než stávající NTFS. Avšak se zapnutou kontrolou integrity byl ReFS výrazně pomalejší, jeho rychlost byla „katastrofální“ a „trpěl velkým propadem výkonu a vysokou latencí“, testy ukázaly zhruba 90% zpomalení.
Zároveň však bylo poukázána na to, že ReFS je úplně nový souborový systém „v podstatě verze 1.0 s hrubými okraji“ a neměl zatím čas dosáhnout kvality souborových systémů, jako je například ZFS.
Server Phoronix zveřejnil v roce 2012 analýzu srovnání ReFS a Btrfs (copy-on-write filesystem pro Linux). Jejich vlastnosti jsou podobné, oba podporují kontrolní součty, RAID pro použití více disků i detekci a korekci chyb. ReFS postrádá kompresi dat, která je dostupná v pokročilých linuxových systémech Btrfs a ZFS. Deduplikace dat byla přidána ve verzi 3.2, uveřejněné ve Windows Server 1709.

## Implementace
Na Storage Developer Conference v roce 2015 Microsoft prezentoval vylepšení pro ReFS obsaženém ve Windows Server 2016 Technical Preview 4 a nazval ho „ReFS v2“.
Vylepšení zahrnují vysokorychlostní přesuny, změnu pořadí a klonování bloků mezi soubory.
Tato vylepšení jsou výhodná pro virtualizaci pro rychlá poskytování, rozdílové slučování a vrstvení (tiering). Další vylepšení se týkala redo logu (pro synchronní zápisy na disk), paralelizaci, sledování řídkých (sparse) dat a souborů a efektivní 4K I/O. Při zapnuté souborové integritě se ReFS více chová jako logový souborový systém, takže slučuje malé zápisy do větších sekvenčních zápisů, čím zvyšuje efektivitu.
Možnost vytvářet ReFS svazky byla odstraněna v aktualizaci Windows 10 2017 Fall Creators Update pro všechny edice kromě Enterprise a Pro for Workstations.
Od Windows Server 2022 a Windows 11 build 22557 podporuje ReFS zavedení systému pomocí Windows Boot Manager, takže systém může být specifickým postupem nainstalován na svazek naformátovaný na ReFS v3. Nepodporuje však start systému ze svazku ReFS v1.
Od Windows 11 build 22621.2338 je ReFS znovu podporován pomocí Dev Drive a umožňuje formátovat zařízení a VHD s fixní velikostí na ReFS, přičemž jsou při používání dodány speciální soubory a politiky pro Microsoft Defender.
Velikost clusteru na ReFS svazku je buď 4 KiB nebo 64 KiB.